# Código SOIUSA
O Código SOIUSA è a maneira de representar num formato alfanumérico, da Subdivisão Orográfica Internacional Unificada do Sistema Alpino, a SOIUSA, que classifica as montanhas e os sistemas alpinos

## Divisão
A SOIUSA, que superou a divisão tradicional em Alpes Ocidentais, Alpes Centrais e Alpes Orientais, divide-a em:
- 5 Grandes sectores alpinos, (SR) (it: settori) que se obtêm dividindo a parte ocidental em duas zonas;  
  - Alpes Ocidentais-Norte e Alpes Ocidentais-Sul,
e a parte oriental em três zonas;
  - Alpes Orientais-Norte,  Alpes Orientais-Centro, e  Alpes Orientais-Sul.
- 36 Secções (SZ) (it: Sezioni)
- 132 Subsecções (STS) (it: sottosezioni)

Grupos de montanha de nível inferior: Divididos com critérios alpinísticos.
- 333 Supergrupos (SPG) (it: supergruppi)
- 870 Grupos (GR) (it: gruppi)
- 1625 Subgrupos (STG) (it: sottogruppi)

## Código
Para definir o código parte-se da Divisão e anota-se 
- as duas grandes Partes
  - Alpes Ocidentais com código I
  - Alpes Orientais com código II
- 5 Grandes sectores alpinos
  - Alpes Ocidentais
    - Alpes Ocidentais-Sul com código A
    - Alpes Ocidentais-Norte com código B

  - Alpes Orientais
    - Alpes Orientais-Centro	com código A
    - Alpes Orientais-Norte com código B
    - Alpes Orientais-Sul com código C
- 36 Secções  com código de 1 a 26

## Exemplo
A partir de Secção (SZ), o código  alfanumérico é relativo ao código anterior - dentro do código anterior - e não um número sequencial.
Para o Monte Branco é I/B-7.V-B.2.b porque:
- I - código Parte; pertence aos Alpes Ocidentais
- B - código SR; pertence aos Alpes Ocidentais-Norte
- 7 - código SZ; pertence aos Alpes Graios - 7.ª sequência
- V - código STS; é a 5ta sequência (V) nos Alpes Graios, Alpes do Monte Branco
- B - código SPG; é a 2da sequência (B), Maciço do Monte Branco
- 2 - código GR; é a 2da sequência (2) do Subgrupo, Grupo do Monte Branco
- b - código STG; é a 2da sequência (b) do Supergrupo, Monte Branco.